# 希望舞台
希望舞台（きぼうぶたい）は、日本の劇団のひとつ。舞台演劇を中心に活動。

## 概要
1985年、統一劇場の創立20周年を機に希望舞台、現代座、ふるさときゃらばんなどが分離独立。希望舞台は全国を巡演する舞台公演にこだわり、一年の大半を地方公演に費やしている。自前の劇場は持っていないが、出演俳優の縁で首都圏では前進座劇場での連続公演が組まれることが多い。
所属劇団員は多くなく、作品の都度に他の劇団や芸能プロダクションの俳優をオーディションしている。小さな所帯故に、舞台装置の製作やプロモーション、当日の搬入、撤収作業に至るまで劇団員自らが行うなど、文字通り「手づくり」の舞台をつくりあげている。
主な上演作品の特徴は、身近な生活や人間関係を描いたものが多く、1997年初演以来のロングラン公演を続ける代表作「釈迦内柩唄」では秋田県の山村の火葬場を舞台に、差別の中で力強く生きる隠亡（おんぼ）ふじ子の目線で人間模様が描かれている。過去にはミュージカルや喜劇にも取り組んでおり、オーソドックスな芝居に終始せずオリジナル作品に挑戦する姿勢も見られる。

## 主な上演作品
- 焼け跡から - 由井數作・演出
- 釈迦内柩唄 - 水上勉作
- おばあちゃん - 朝間義隆作・演出
- ピアニストとカラス - こうけつとしろう作
- あした天気になれ - 高田進作・演出、ミュージカル作品
- 豆腐屋 - こうけつとしろう作・演出、喜劇作品
- 天までとどけ - 川上勘太作
- 青い空が見えるまで - 川上勘太作・演出
- 雪やこんこん - 井上ひさし作